# Dolina Kępy

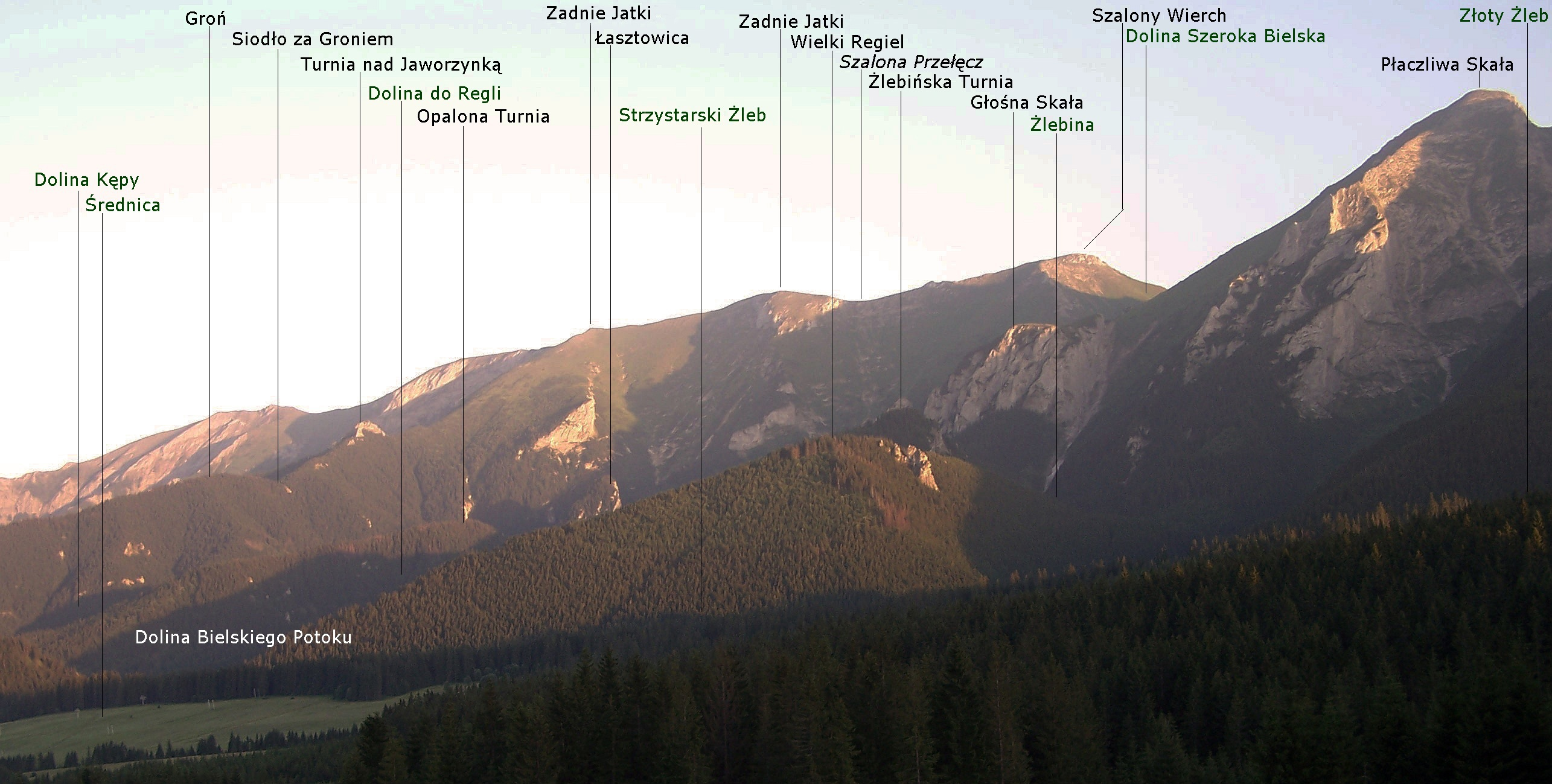
Tatry Bielskie o zmroku

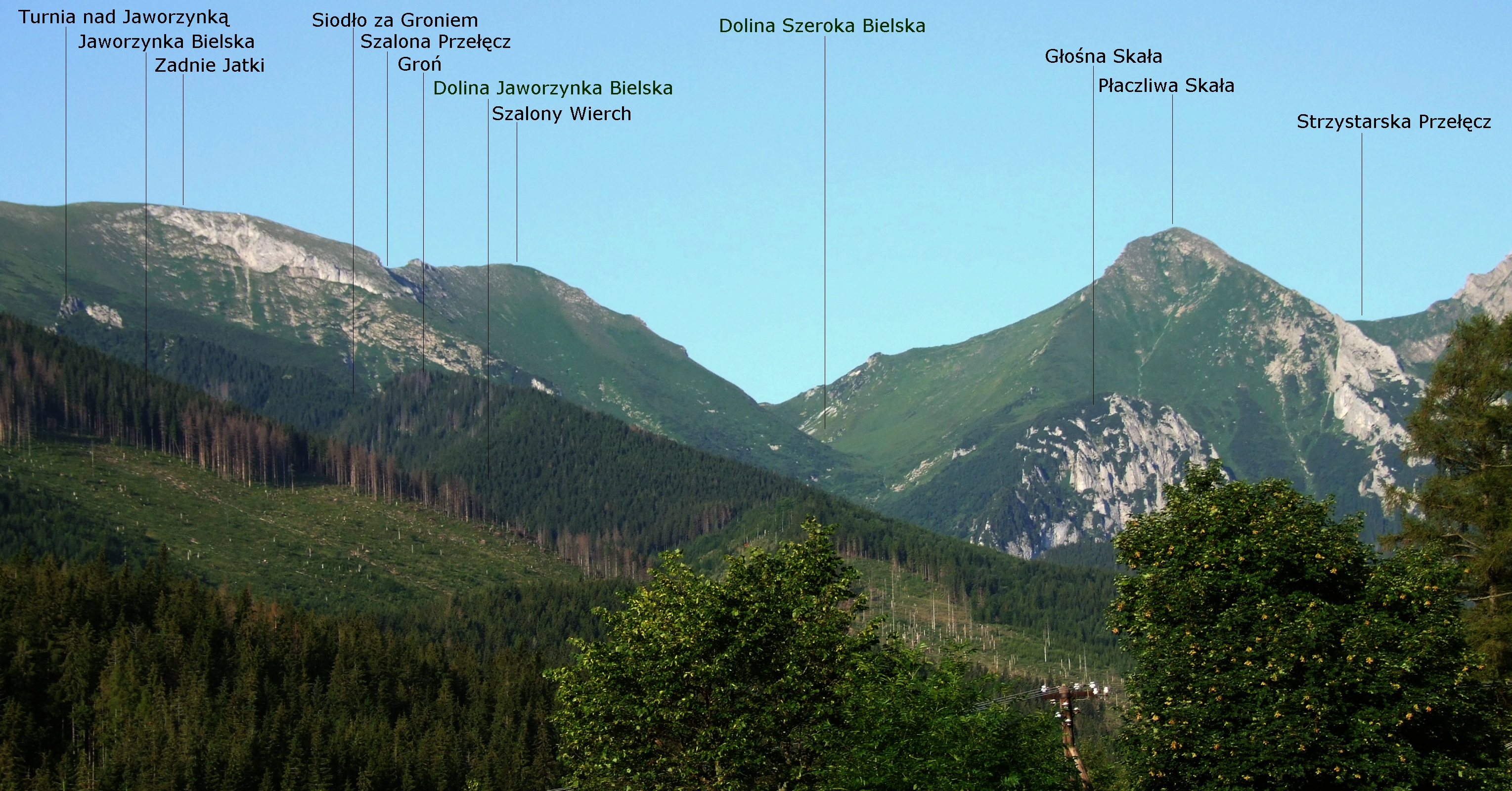
Widok ze Zdziaru

Dolina Kępy (niem. Dolina pod Šikou, słow. Čubrinský žľab, węg. Kämpen-völgy) – dolina na północnej stronie słowackich Tatr Bielskich.
Dolina Kępy podchodzi pod grań główną Tatr Bielskich pomiędzy zachodnim i wschodnim wierzchołkiem Zadnich Jatek. Od zachodniej strony jej obramowanie tworzy odchodzący od zachodniego wierzchołka Zadnich Jatek w północnym kierunku z lekkim odchyleniem na wschód i opadający aż do doliny Bielskiego Potoku długi grzbiet, w którym kolejno znajdują się: Szalona Turnia, Przechód za Łasztowicą, Łasztowica, Opalone Siodło, Opalona Turnia i Bednarski Regiel. Oddziela on Dolinę Kępy od Doliny do Regli. Od wschodniej strony obramowanie Doliny Kępy tworzy Zadni Diabli Grzbiet, odchodzący w północnym kierunku od wschodniego wierzchołka Zadnich Jatek i oddzielony Przełęczą nad Siką od Turni nad Jaworzynką. Oddziela on Dolinę Kępy od Wielkiego Koszaru. Poniżej Turni nad Jaworzynką grzbiet biegnie początkowo dalej w północnym kierunku do Gronia, tu odchyla się w północno-wschodnim kierunku. Na tym dolnym odcinku (poniżej Turni nad Jaworzynką) grzbiet ten oddziela Dolinę Kępy od doliny Jaworzynki Bielskiej.
Dolina ma długość około 3 km, a jej wylot doliny znajduje się na wysokości ok. 920 m przy zachodnim końcu Mąkowej Polany. W górnej części dolina rozdziela się na trzy odnogi. Główny ciąg doliny podchodzi pod wschodni wierzchołek Zadnich Jatek, boczne, południowo-wschodnie i krótsze odnogi pod Turnię nad Jaworzynką i dolną część Zadniego Diablego Grzbietu. Bardziej wysunięte na północ z bocznych odgałęzień to Żleb z Siką, południowe to Ciaskowy Żleb. Odnogi boczne oddzielone są krótką skalistą grzędą od głównego ciągu doliny. Grzęda ta to Ciaskowy Klin, zakończony 80-metrowymi urwiskami Ciaska.
Dnem doliny spływa przeważnie okresowy potok Kępa uchodzący na Mąkowej Polanie do Bielskiego Potoku. Na jego prawobocznym dopływie, spływającym Żlebem z Siką, znajduje się wodospad Sika. W górnej części doliny jest pochyła Polana pod Siką. W okolicach Bednarskiego Regla zachowały się stanowiska sosny zwyczajnej, pod ścianami Ciaska rośnie natomiast bór limbowy.
Jest to jedna z najbardziej stromych dolin w Tatrach. Jej deniwelacja na długości 3 km wynosi nieco ponad 1100 m. Górna część doliny jest bardzo stroma, z trzema płytowymi progami, z których najwyższy (dolny) ma około 30 m wysokości. Zimą często spadają tędy z Zadnich Jatek potężne lawiny, wyłamujące las w dół aż do warstwicy 1100 m. W dolnej części doliny prowadzona jest intensywna gospodarka leśna.
Polska nazwa doliny nie pochodzi od dość częstego na Podtatrzu nazwiska Kępa. Wywodzi się ją od gwarowego spiskoniemieckiego słowa Kämpen lub Kümpen oznaczającego poidło dla owiec. Stanisław Eljasz-Radzikowski jest innego zdania. Uważa, że nazwa pochodzi od polskiego słowa kępa oznaczającego w gwarze stos kamieni. Dawniej dolina była wypasana przez mieszkańców Białej Spiskiej, która to miejscowość przez kilkaset lat należała do Polski. Nazwa słowacka pochodzi od wodospadu Sika. Obecnie dolina znajduje się na obszarze ochrony ścisłej TANAP-u i nie prowadzi przez nią żaden szlak turystyczny.